# 共同保育所
共同保育所（きょうどうほいくしょ）、ないし、共同保育園（きょうどうほいくえん）は、日本において、乳幼児の保育にあたる保護者などが共同して運営にあたる保育施設。法令上の用語ではなく、本来は一般家庭の一部を使用するような認可外保育施設のひとつの形態を指す表現であったが、そうした施設から発展してきた経緯のある認可保育所の中には、名称の一部に「共同保育所」や「共同保育園」を含む例もある。
運営にあたる組織の形態には、任意団体や、社会福祉法人のほか、特定非営利活動法人などがある。共同保育所では、保育者と保護者が定期的に協議をする中で運営に関する事柄が決められていくことが多いため、他の保育施設に比べて保護者の関与の度合いが大きい。
本来の意味の共同保育所は、他の保育施設よりも比較的小規模であり、また、異年齢の子どもたちを一緒に遊ばせることが多い。

## 初期の共同保育所
第二次世界大戦後、公立の保育所が普及していなかった時期から、共働き核家族世帯の子どもたちを共同保育する取り組みが、大都市部で散見されるようになった。
1953年には、東京大学に職場保育所 「ゆりかご保育園」が設けられたが、これには共同保育所としての側面があった。
1954年に結成された「働く母の会」は、各地で保育所の拡充を求める運動を起こすとともに共同保育所の運営にも取り組んだ。
こうした共同保育所では、公的補助がほとんどない状況の中で運営費を捻出するために、廃品回収活動などに取り組むなど、保護者の運営への関与が非常に大きかった。
おおむね1950年代から1960年代はじめにかけて設けられた共同保育所は、こうした施設の初期の事例として言及されることがある。
1962年に愛知県初の事例として名古屋市に開設された「池内共同保育所」は、市営住宅に居住していた夫妻が、自宅の一室を提供して発足し、公立保育所建設運動にも取り組んだ。
同じく1962年に開設された東京都文京区の共同保育所「あゆみ保育園」も、「無認可共同保育所の草分け的存在」とされている。
一般の子どもたちを対象とする共同保育所とともに、もっぱら障害をもった子どもを対象とする保育施設の設置や、障碍児を普通児とともに保育する試みも、共同保育所という形態の中で取り組まれた。

## 1970年代以降の共同保育運動
1970年代から1980年代には、保育所拡充の運動が全国に広まった。また、1975年に設立された「あんふあんて」のように、それまでの局地的な取り組みよりも、格段と広いネットワークを構築していった例もあった。
また、ベトナムに平和を!市民連合の活動家であった小沢遼子が関わった埼玉県浦和市（当時）の「育児を考える市民会議」による「こどもシタダル」のように、従前からの共同保育所の位置づけから踏み出して、「夫と妻と子が自立したそれぞれの生活を実現するための場」を標榜する取り組みも現れた。
共同保育運動などを反映して、多くの共同保育所が、何らかの公的補助を受けるようになったり、拡充されて認可保育所に移行した。

## 子ども・子育て支援新制度
2012年に子ども・子育て支援法が成立して以降、いわゆる「子ども・子育て支援新制度」が整備される中で、従来、認可外の共同保育所として運営されてきた施設の一部は、新制度に沿った運営体制の見直しをしなければ、補助が受けられなくなるという事態に立ち至っている。